# Akimerus
Akimerus — род жуков усачей из подсемейства Lepturinae.

## Описание
Средние бёдра с зубчиком на нижней стороне перед вершиной; задние бёдра длиннее брюшка. Тело массивное. В основной половине сегменты усиков сильно вздуты на вершине.

## Систематика
В составе рода:
- вид: Akimerus berchmansi Breit, 1915
- вид: Akimerus schaefferi (Laicharting, 1784)